# Eminium regelii
Eminium regelii là một loài thực vật có hoa trong họ Ráy (Araceae). Loài này được Vved. mô tả khoa học đầu tiên năm 1941.